# ادوارد سیبیریاکوف
ادوارد سیبیریاکوف (اوکراینی: Едуард Федорович Сибіряков؛ ۲۷ نوامبر ۱۹۴۱ – ۴ ژانویهٔ ۲۰۰۴) بازیکن والیبال اهل روسیه بود که برای اتحاد جماهیر شوروی در بازی‌های المپیک تابستانی ۱۹۶۴ بازی‌های المپیک ۱۹۶۸ تابستانی به میدان رفت و در هر دو المپیک به مدال طلا دست یافت.